# 丰裕之角

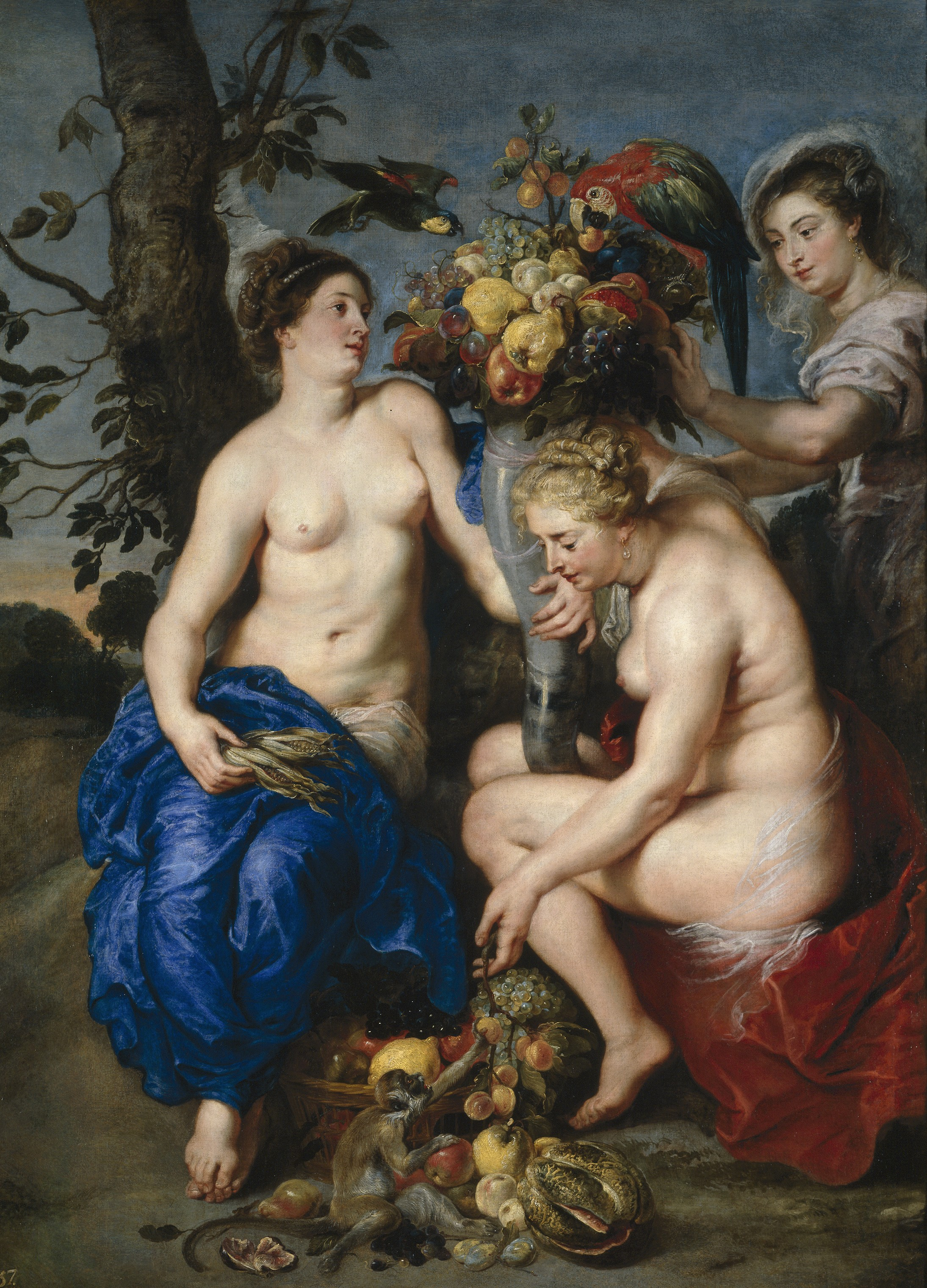
《刻瑞斯与两位宁芙女仙》，彼得·保罗·鲁本斯绘
画中描述大量的新鲜水果正从刻瑞斯持有的丰裕之角中源源不断的涌现出来。

丰裕之角（Cornucopia, Horn of Plenty、又称作丰穰之角、丰盛角、丰茂角或聚宝角）是食物和丰饶的象征，该起源追溯到公元前5世纪。
在希腊神话中，丰裕之角由母山羊—阿玛尔忒娅的角而闻名。当宙斯还在幼年时期，克里特岛上的宁芙女仙们养育着他，还用母山羊阿玛尔忒亚的奶和蜂蜜喂养他。有一次，母山羊的一只角被树枝给勾断了，一个女仙捡起了这只羊角，用鲜花和树叶将羊角包裹起来，并在角里装满了各种新鲜水果，把它送给了宙斯。宙斯为了感谢女仙的照顾，又把它转赠给了养育他的女仙们，并对她们许诺说，她们可以从这只羊角里倾倒出她们希望得到的任何东西，而且可以永远取之无尽、用之不竭。
在艺术作品中，大地女神盖亚、农业女神得墨忒耳、罗马女神的刻瑞斯和阿布恩丹提亚等丰裕神都持有丰裕之角。

## 徽章中的丰裕之角

### 國徽

哥倫比亞國徽
宏都拉斯國徽
巴拿馬國徽
秘魯國徽
委內瑞拉國徽

### 邦徽

新泽西州州徽（英语：Seal of New Jersey）

### 市徽

沙尔比市徽
戈尔瑙市徽
拉沙佩勒达邦当斯市徽
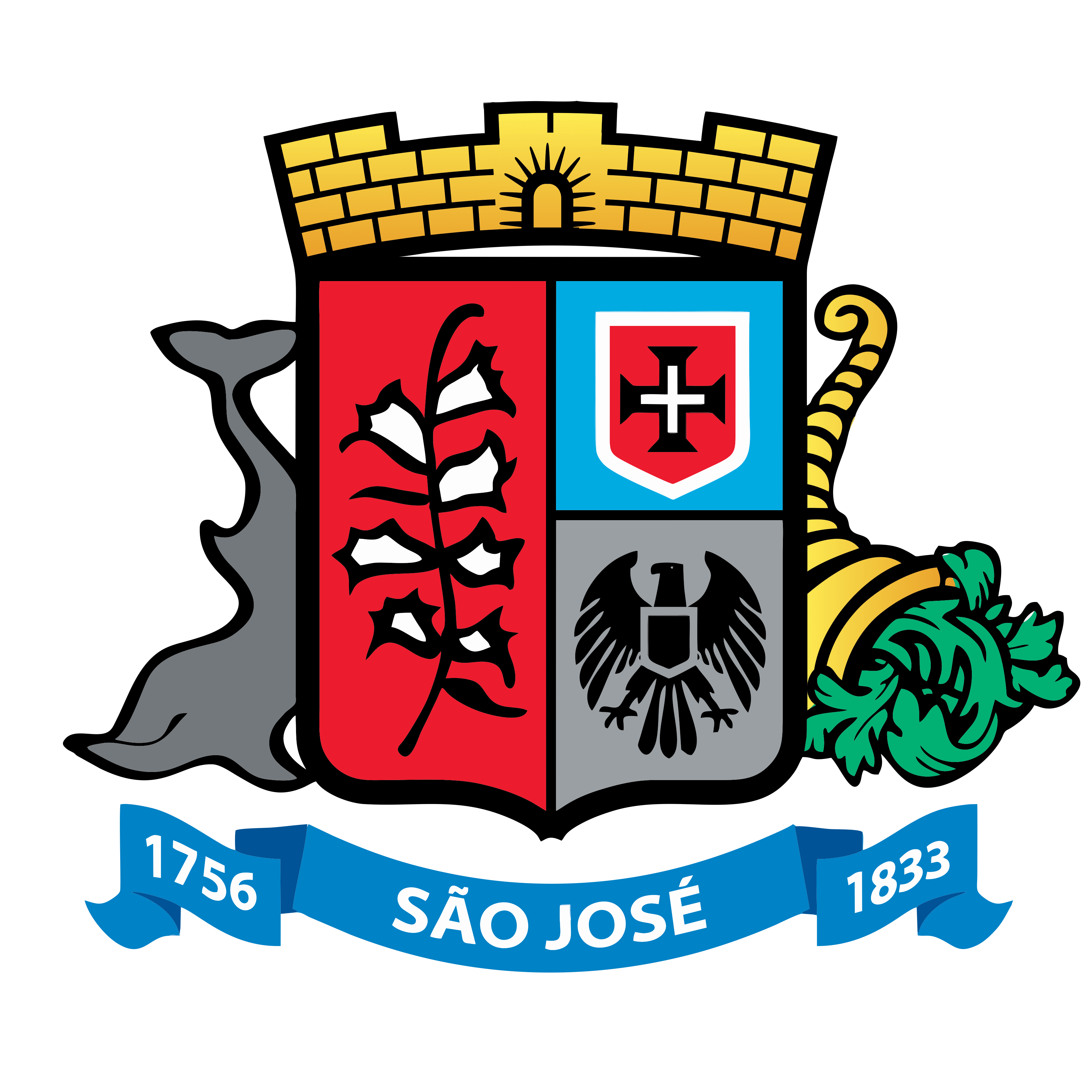
圣若泽市徽